# تاج‌الدوله
طاووس خانم ملقب به تاج‌الدوله (زاده ۱۲۰۹ – درگذشته حدود ۱۲۷۰ قمری)   ادیب، شاعر، خطاط، چهل و دومین همسر صیغه ای فتحعلی‌شاه قاجار بود.

## زندگی شخصی
نامش طاووس خانم بود و تباری گرجی داشت. در اصفهان متولد شد. در پانزده‌سالگی در سال ۱۲۲۴ قمری به عقد فتحعلی‌شاه درآمد. شاه به مناسبت این ازدواج، نام تخت جواهرنشان خورشید را به تخت طاووس تغییر داد. تاج الدوله، زیر نظر نشاط اصفهانی تحصیل کرد. نشاط، در حق تاج‌الدوله پدری و استادی کرد و وی را به درجه‌ی کمال رساند. مدتی بعد از ازدواج، فتحعلی شاه به او چنان علاقه‌مند شد که پیشنهاد داد عقد غیردائم او به عقد دائم تبدیل شود، اما تاج‌الدوله نپذیرفت؛ چرا که معتقد بود بر هم زدن ساعت سعدی که او به عقد شاه درآمد، نامیمون خواهد بود.
قرب و منزلت تاج‌الدوله تا جایی رسید که به دستور فتحعلی‌شاه، عمارتی مجلل برای اقامت او ساختند و به این طریق تاج‌الدوله درباری مستقل پیدا کرد. بخشی از خزانه شاهی نیز، تحت عنوان «خزانه‌ی مخصوص» به او سپرده شد. تاج‌الدوله هرسال نوروز، به مدت سیزده روز، شاه را با تمام حرم و دختران شوهر کرده‌‌‌اش در عمارت خود مهمان می‌کرد. فتحعلی شاه را رسم بر این بود که هر ماه در موقع استهلال پس از رویت ماه و نظر به آیینه و قرآن، به روی تاج‌الدوله نگاه می‌کرد.
تاج‌الدوله هنگام درگذشت فتحعلی شاه در ۱۹ جمادی‌الثانی ۱۲۵۰ در سعادت آباد اصفهان در کنار او بود و شاه سر در دامن تاج‌الدوله داشت که درگذشت. تاج‌الدوله مدتی از بیم درگیری شاهزادگان، به سید محمدباقر شفتی پناه برد. پس از بر تخت نشستن محمدشاه، تمام جواهرات خود را به شاه بخشید و به همراه پسرش سیف‌الدوله به عتبات سفر کرد. او پس از چندبار سفر به حج، تا پایان عمر در نجف ماند. تاج‌الدوله در اوایل دهه‌ی ۱۲۷۰ یا اواخر دهه ۱۲۶۰ در نجف درگذشت و در صحن آرامگاه علی بن ابی‌طالب دفن شد.

## فرزندان

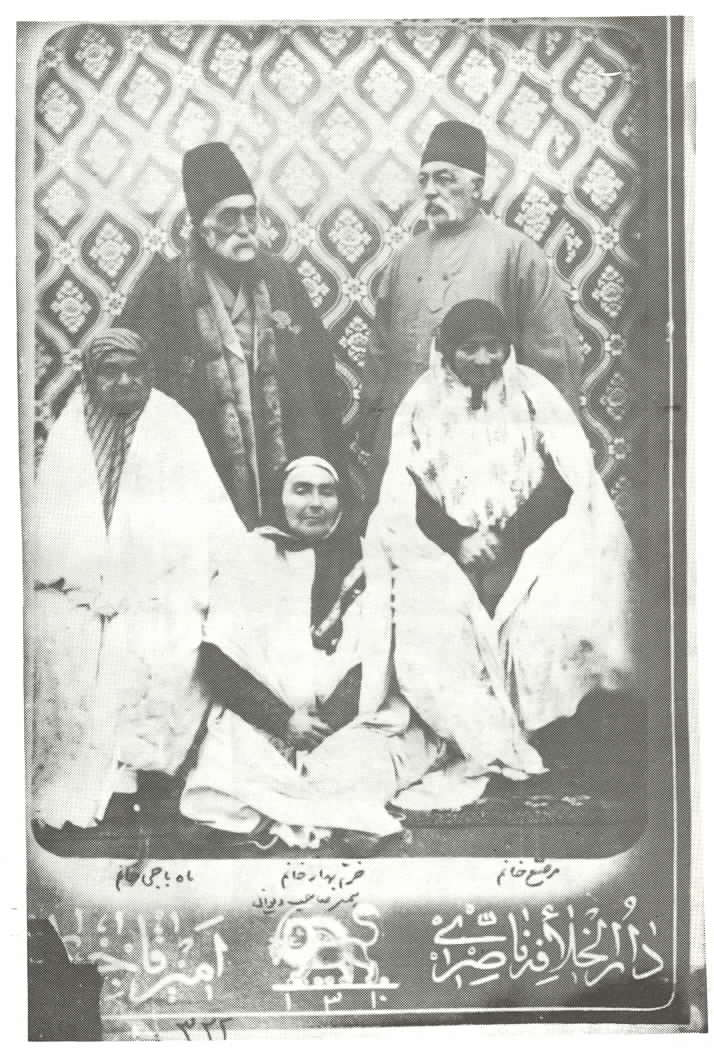
فرزندان فتحعلی شاه نشسته از راست: مرصع‌خانم، خرم‌بهارخانم، ماه‌باجی‌خانم ایستاده از راست:جهانسوز میرزا، سلطان احمد میرزا عضدالدوله

تاج‌الدوله شش فرزند داشت:
1. سلطان محمد میرزا سیف‌الدوله
2. شیرین‌جان‌خانم
3. فرخ‌سیر میرزا نیرالدوله
4. سلطان احمد میرزا عضدالدوله
5. خورشید کلاه‌خانم شمس‌الدوله
6. مرصع خانم

## مهارت
تاج‌الدوله شاعر بود. او در سرودن شعر دست داشت و سروده‌های وی، به طور پراکنده، در منابع آمده است. وی در هنر خطاطی هم مهارت داشت

## در رسانه
الهام حمیدی در سریال تبریز در مه ایفاگر نقش طاووس خانم تاج‌الدوله بود.